# Araneus nojimai
Araneus nojimai är en spindelart som beskrevs av Akio Tanikawa 200. Araneus nojimai ingår i släktet Araneus och familjen hjulspindlar. Inga underarter finns listade i Catalogue of Life.